# Малтийски слоноух хамелеон
Малтийски слоноух хамелеон (Calumma malthe) е вид влечуго от семейство Хамелеонови (Chamaeleonidae). Видът не е застрашен от изчезване.

## Разпространение
Разпространен е в Мадагаскар.

## Описание
Популацията на вида е намаляваща.